# Nel gorgo
Nel gorgo è un'opera scritta da Luigi Pirandello, parte della raccolta Novelle per un anno, scritta tra il 1884 e il 1936.

## Trama
Nel Circolo della racchetta Nicolino Respi, arrivato la mattina stessa da Milano, racconta alla compagnia di amici di come abbia appreso che Romeo Daddi, il più placido e tranquillo del gruppo, sia improvvisamente impazzito.
Interviene nella conversazione anche Carlo Traldi, che chiede a Respi se abbia guardato Romeo negli occhi per affermare una cosa simile. Di fronte alla negazione di Respi, Traldi afferma che Romeo abbia iniziato a dare i primi segni di pazzia rientrato dalla villeggiatura durata tre mesi, trascorsa con la moglie ed una cara amica. Inizialmente Romeo era assente e con lo sguardo vacuo, distratto, per poi iniziare progressivamente a fissare le persone sempre più attentamente, come se volesse scoprire ogni anfratto della loro coscienza, anche le sfaccettature più sudicie. Da qui il gruppo di amici inizia a parlare della moglie di Romeo, Bicette Daddi, donna rispettabilissima e casta, a cui Respi aveva fatto delle avances per più di un anno, ma ottenendo solo che lei lo respingesse. Essi pensano che il marito, rendendosene conto, sia impazzito di gelosia per la moglie.
Il giorno seguente Respi corre a casa di donna Bicetta per parlarle, ma non la trova in casa. La donna era andata dalla sua amica, Gabriella Vanzi, colei che era stata per tre mesi sua ospite in villa, per cercare insieme il motivo per cui Romeo fosse impazzito. Inizialmente Gabriella si rifiuta di aiutarla, dicendole che lei non poteva fare nulla, ma in seguito, messa sotto pressione dall'amica, confessa che Romeo e lei hanno avuto una storia, un attimo in cui sono stati attirati dentro ad un Gorgo senza capire cosa stesse succedendo e poi, appena esso si è richiuso, si sono avviati ognuno per La propria strada, come se non fosse accaduto niente. Inoltre Gabriella spiega a donna Bicetta che il marito non è impazzito per il rimorso, ma perché come lui è caduto nel gorgo anche la moglie può esserne stata vittima senza ricordarlo. È questo pensiero a farlo impazzire. Donna Bicetta inizialmente accusa l'amica e non comprende di cosa stia parlando e come possano entrambi far finta che non sia successo niente, ma appena arriva il marito di Gabriella, e vede lei ricomporsi tutto d'un tratto, diventando rosea, con gli occhi limpidi e sorridente restò annichilita. Bicetta Daddi comprese perfettamente perché suo marito, Romeo Daddi, era impazzito.

## Personaggi
- Nicolino Respi
- Carlo Traldi
- Romeo Daddi
- donna Bicetta Daddi, moglie di Romeo
- Gabriella Vanzi, amica di donna Bicetta

## Edizioni
- Luigi Pirandello, Novelle per un anno, Prefazione di Corrado Alvaro, Mondadori 1956-1987, 2 volumi. 0001690-7
- Luigi Pirandello, Novelle per un anno, a cura di Mario Costanzo, Prefazione di Giovanni Macchia, I Meridiani, 2 volumi, Arnoldo Mondadori, Milano 1987 EAN: 9788804211921
- Luigi Pirandello, Tutte le novelle, a cura di Lucio Lugnani, Classici Moderni BUR, Milano 2007, 3 volumi.
- Luigi Pirandello, Novelle per un anno, a cura di S. Campailla, Newton Compton, Grandi tascabili economici.I mammut, Roma 2011 Isbn 9788854136601
- Luigi Pirandello, Novelle per un anno, a cura di Pietro Gibellini, Giunti, Firenze 1994, voll. 3.